# آنتون وینوگرادف
آنتون مارکوویچ وینوگرادف (روسی: Антон Маркович Виноградов؛ زادهٔ ۱۹۷۳ میلادی) مجری، بازیگر و صداپیشه اهل روسیه است.
از فیلم‌ها یا مجموعه‌های تلویزیونی که وی در آن‌ها نقش داشته‌است، می‌توان به تپلی‌های پردردسر اشاره نمود.